# Ein Flugzeug über dem Haus
Der Erzählband Ein Flugzeug über dem Haus erschien 1955 als erste Buchpublikation des Autors Martin Walser.

## Hintergrund
Nachdem 1955 die Erzählung Templones Ende von der Gruppe 47 ausgezeichnet worden war, vermittelte Walsers Kommilitone Siegfried Unseld diese Anthologie an Peter Suhrkamp, in dessen Verlag sie herausgegeben wurde.
Walser sollte drei der 12 Erzählungen entfernen sowie den eigentlichen Titel „Meine soziale Lage“ umändern. Der Suhrkamp Verlag argumentierte, ungeachtet der Auszeichnung der Gruppe 47, zum einen Walsers bisheriges literarisches Schaffen an ein größeres Lesepublikum bringen zu wollen, zum anderen sollte in einigen der Erzählungen die Nähe zu Franz Kafka nicht verdeckt werden. Außerdem wollte der Verlag Walser Mut zu seiner Eigenart geben. Der überarbeitete Band fand gute Aufnahme, dennoch wird das Kafkaeske in Walsers Erzählungen kritisiert. Es fielen Schlagwörter wie „Nachahmer Kafkas“ oder „Epigone Kafkas“.

## Inhalt
- Ein Flugzeug über dem Haus
- Gefahrenvoller Aufenthalt
- Ich suchte eine Frau
- Der Umzug
- Die Klagen über meine Methoden häufen sich
- Die Rückkehr eines Sammlers
- Was wären wir ohne Belmonte
- Templones Ende
- Die letzte Matinee

## Interpretation
In Walsers Erzählband werden Versuche dargestellt, Schicksale der Menschen in der Nachkriegszeit in Gleichnissen sichtbar zu machen. Dennoch erfährt man über die Charaktere wenig oder nichts. Der Autor legt das Augenmerk auf Handlungen, wenig auf Denken und Fühlen, das ihm gleichgültig und nebensächlich erscheint. Die Figuren sehen sich einer Welt ausgeliefert, die sie als fremd oder feindlich empfinden und fühlen sich von einer allmächtigen Instanz bedroht, der sie schließlich zum Opfer fallen.
Obwohl im Klappentext auf Kafkas Schule hingewiesen wird, wird der Erzählband gut aufgenommen. Kritiker schätzen dennoch den Band als Stilübungen des jungen Walser ein. Eine Entwicklung und Abwendung vom kafkaesken Stil findet mit Die Klagen über meine Methoden häufen sich statt. Dort versuchen beide Helden zu existieren, ohne ihre Eigenart einzubüßen, wobei sie aber an der Weltordnung scheitern und eben nicht an der eigenen Unzulänglichkeit.

## Templones Ende
Im Sammelband erschien auch die von der Gruppe 47 prämierte Kurzgeschichte Templones Ende. Der Einfluss Kafkas ist in dieser Erzählung bedeutsam. Es herrschen zentrale Konflikte entwicklungsunfähiger Figuren vor, wobei die Erzählform als nicht verstehbar und als fremd vom Leser empfunden wird. Aus Kafkas Schule stammt die Konstellation, dass der Held mit einer anonymen Instanz konfrontiert wird, der man nicht entrinnen kann und Kafkas Figuren erleiden einen radikalen Mangel an Entwicklungsmöglichkeit. Diese Figuren sind determiniert bis in die feinsten Bewegungen und können sich nur dann verändern, wenn sich ihre Funktion ändert.
Auch typisch für Martin Walser ist daher, dass ein konfliktreiches Verhältnis der Figuren zur umgebenden Erzählwelt besteht. Es herrscht eine Grundstruktur der Niederlage sowie des Unbekannten und der Angst. Auch seine Figuren scheinen entwicklungsunfähig, die in einer nicht verstehbaren und als fremd empfundenen Ordnung existieren. In „Templones Ende“ herrschen Motive der Entfremdung und Vereinsamung vor.
Die groteske Erzählung reflektiert über das senile Scheitern durch Entfremdung und dem Scheitern an den eigenen Gesetzen. Am Schluss der Kurzgeschichte schiebt Walser eine Pointe ein, die den Schlusssatz wie angehängt wirken lässt. Walser verlässt den eigentlichen Handlungsraum und erweitert das limitierte Wissen des Lesers. Der Protagonist Templone wehrt sich gegen den Tod, dennoch dringt die von ihm bedrohlich gefährlich empfundene Außenwelt nicht in seinen Handlungsbereich bzw. Besitz ein. Templone wird vom Gasmann gefunden und die Nachbarn tragen ihm nichts nach und richten die Beerdigung aus. Der Schluss ist entscheidend, da hier ein Perspektivenwechsel stattfindet.
Das gesellschaftliche Umfeld, nämlich die neuen Nachbarn, verlieren ihre Bedrohlichkeit und Templone verliert seine Rolle als Opfer dieser Zustände. Aus ihm wird ein Anti-Held. Denn Templone kann den Anforderungen der Zeit nicht begegnen. Er verweigert jede Kommunikation und es stellt eine inszenierte Störung der im Beziehungsgeflecht zwischen Gemeinschaft und Einzelnem dar. Templone erkennt durch seinen Tod die Zerbrechlichkeit seiner Existenz sowie den unaufhaltsamen Ablauf der Zeit und die Veränderungen des Lebens.
Das Kafkaeske wird mit der Ironie vermischt und Walser verzerrt geschickt eine Darstellung des Grauens, die noch gestärkt wird durch die Lächerlichkeit des Protagonisten. Der Kern der Erzählung ist die unbestimmte, unbegründete, eingebildete Angst. Martin Walser sagt dazu:
In dieser und anderen Geschichten will ich auf die psychologische Anfälligkeit der Menschen verweisen, ob diese sich nun als Verführbarkeit, als Zwangsdenken, als Identitätsverlust oder ganz allgemein als Ängstlichkeit zeigen mag. Überhaupt empfinden die meisten Menschen in diesen Geschichten Angst, sind unsicher, kommen sich bedroht vor. Das Angstgefühl ist aber weder das Ergebnis zwischenmenschlicher Konflikte, noch ist es etwa die Folge privat bedingter Schuldgefühle. Nein, diese Angst ist viel tiefgründiger, unbestimmbarer, unerfassbarer und – in „Templones Ende“ – sogar vollkommen unbegründet, also eingebildet. (In.)

## Kritik
Marcel Reich-Ranicki lobte mit den Worten: „Der Autor dieser Bücher hält es für seine Pflicht zu sagen, was er hier und heute sieht – obwohl er nicht die Macht hat, es zu ändern, und weil er diese Macht nicht hat.“
Die Süddeutsche Zeitung schrieb seinerzeit über die Erzählungen: „Walsers Geschichten sind ironisch-aggressive Parabeln vom Dasein des Menschen in einer Gesellschaft, die Größe, Freiheit, Fülle des Lebens nicht aufkommen läßt, weil jeder spontane Impuls in einem Labyrinth von Schwierigkeiten und unmenschlichen Widerständen versickert.“